# Alfred Orda
Alfred Orda   (Łódź, 1915 - Londres, 2004) va ser un baríton i solista d'òpera polonès que va viure al Regne Unit durant la major part de la seva vida. Artista habitual a la BBC Proms, sobretot del 1943 al 1964, Orda va néixer a Łódź, Polònia. "Sempre he cantant a la meva vida, perquè la meva mare tenia una bona veu de contralt." [1]

## Carrera de cantant primerenca
Mentre encara estava a la secundària tècnica, el seu potencial vocal va ser reconegut i als 19 va tenir les seves primeres lliçons de cant amb Adela Wilgocka al Conservatori de Lodz. Aviat, amb un repertori dEri tu, Di Provenza, el pròleg de Pagliacci i l'aria de Valentín de Faust, es va dirigir a peu cap a Varsòvia, a una distància de 80 quilòmetres, a la recerca de més formació. El 1936 va viatjar a Milà, Itàlia, on durant els següents tres anys va estudiar sota la direcció d'Alfredo Cecchi, un professor dels estudiants dels quals havien estat Mario Basiola, Alessandro Granda i Alessandro Ziliani.

## Deixa Itàlia
A principis del 1940, es va aconsellar a Orda abandonar Itàlia ja que la guerra era imminent. Es va trobar amb altres estudiants i refugiats polonesos i es va dirigir cap a França fins a arribar a Anglaterra. Orda va viatjar a Escòcia i abans de molt poc temps va cantar professionalment, dedicant-se com a solista amb l' Orquestra escocesa. El seu primer concert, el 12 de gener de 1941, dirigit per Warwick Braithwaite, va contenir Eri tu i l'ària del príncep Igor. El corresponsal del "Glasgow Evening Times" va informar (el 13 de gener de 1941) que "Orda es va demostrar ser posseïdor d'una veu de famosa norma internacional". Després del seu segon concert l'any següent, el "Glasgow Times" el crític va escriure (el 5 de gener de 1942) que "hi ha pocs cantants vius amb una veu de tanta qualitat". Mentre es trobava a Glasgow, Orda va conèixer la seva futura esposa.

## Crèdits anteriors
El 1942, Orda va fer la seva primera aparició britànica com Valentin a Faust amb la "Carl Rosa Company" i el 1943 va ser ocupada per Sir Henry Wood per a la temporada de concerts de passeig a la Royal Albert Hall. Amb Sir Adrian Boult i l'Orquestra Simfònica de la BBC va cantar la polonaise de Verbum Nobile de Moniuszko. Aquella temporada va ser l'inici d'una successió de concerts i recitals per la BBC durant més de 25 anys. Un avís al Times, pel que fa al seu concert Promenade el 1944, va descriure Orda com "un baríton amb una veu de textura suau produïda, ressonant però agradable, que va llançar la seva melodia com podria ser Verdi, i alhora va capturar al públic".
Del 1945 al 1946 va fer una gira amb la Companyia Polonesa de l'Òpera al Canadà, Estats Units (Nova York, Chicago, Filadèlfia i Detroit) interpretant els principals papers de baríton en òperes populars, continuant rebent critiques de premsa brillants. Entre 1946 i 1947, Orda va actuar com a Silvio a Pagliacci amb la "Opera Center" de la ciutat de Nova York i va participar amb la "Salmaggi Company" a l'Acadèmia de Música de Brooklyn i al Carnegie Hall amb la "International Opera Company".
El 1948 va assistir a les audicions al "Metropolitan Opera House", però fou immediatament contractat per Georges Hirsch, el director de l'òpera de París (que era a Nova York aquell temps) per presentar-se com Valentin a Faust. La premsa francesa va publicar crítiques brillants al seu debut. El 1953, Orda es va incorporar a la "Companyia d'Opera Wells de Sadler" (avui English National Opera), amb la qual va romandre durant quatre anys. El 1955 va compartir un concert d'estudi de la BBC amb Joan Sutherland en un programa dedicat a Hugo Wolf, acompanyats per l'Orquestra Simfònica de Londres sota Walter Goehr. El 1956 va cantar en dues actuacions d'estudi de difusió de Alceste de Christoph Willibald Gluck, sota Geraint Jones, entre altres solistes com Flagstad, Jobin, Young, Hemsley o Lowe. Aquells anys més importants van portar-lo al "Royal Festival Hall" en un programa dirigit per Sir Malcolm Sargent.
El 1957, per motius personals, Orda va renunciar a una invitació de la "Royal Opera House" a cantar el paper d'Amonastro a Aïda en la temporada del Covent Garden de 1958/59. A partir d'aquest període, es va concentrar en el treball de concerts i recitals, presentant-se principalment com a solista als Concerts Promenades de la BBC.
Sens dubte, Orda era un concursant important en l'etapa operística internacional i no havia estat pel seu caràcter temperamental, hauria gaudit del mateix estatus de famosos que alguns dels seus rivals contemporanis més coneguts, com Tito Gobbi, per exemple. Amb una actitud absurda i contundent, Orda probablement es va sostreure del corrent operatiu. Uns episodis lamentables, com anar pel mal camí amb Von Karajan i el director del Metropolitan Opera House, el van allunyar d'alguns dels principals teatres d'òpera.

## Mort
El 2004, als 88 anys, Orda va patir un infart fatal al seu retorn a casa, després d'una angoixosa visita a la seva estimada dona hospitalitzada. Les seves actuacions enregistrades encara es poden escoltar en diversos llocs web i arxius de música.